# 吉浜駅 (岩手県)
吉浜駅（よしはまえき）は、岩手県大船渡市三陸町吉浜にある三陸鉄道リアス線の駅である。日本国有鉄道（国鉄）盛線時代は終着駅であった。
駅の愛称は「キッピンあわびの海」。古くから高級食材として知られた当地特産のアワビ、「キッピン鮑」に由来する。

## 歴史

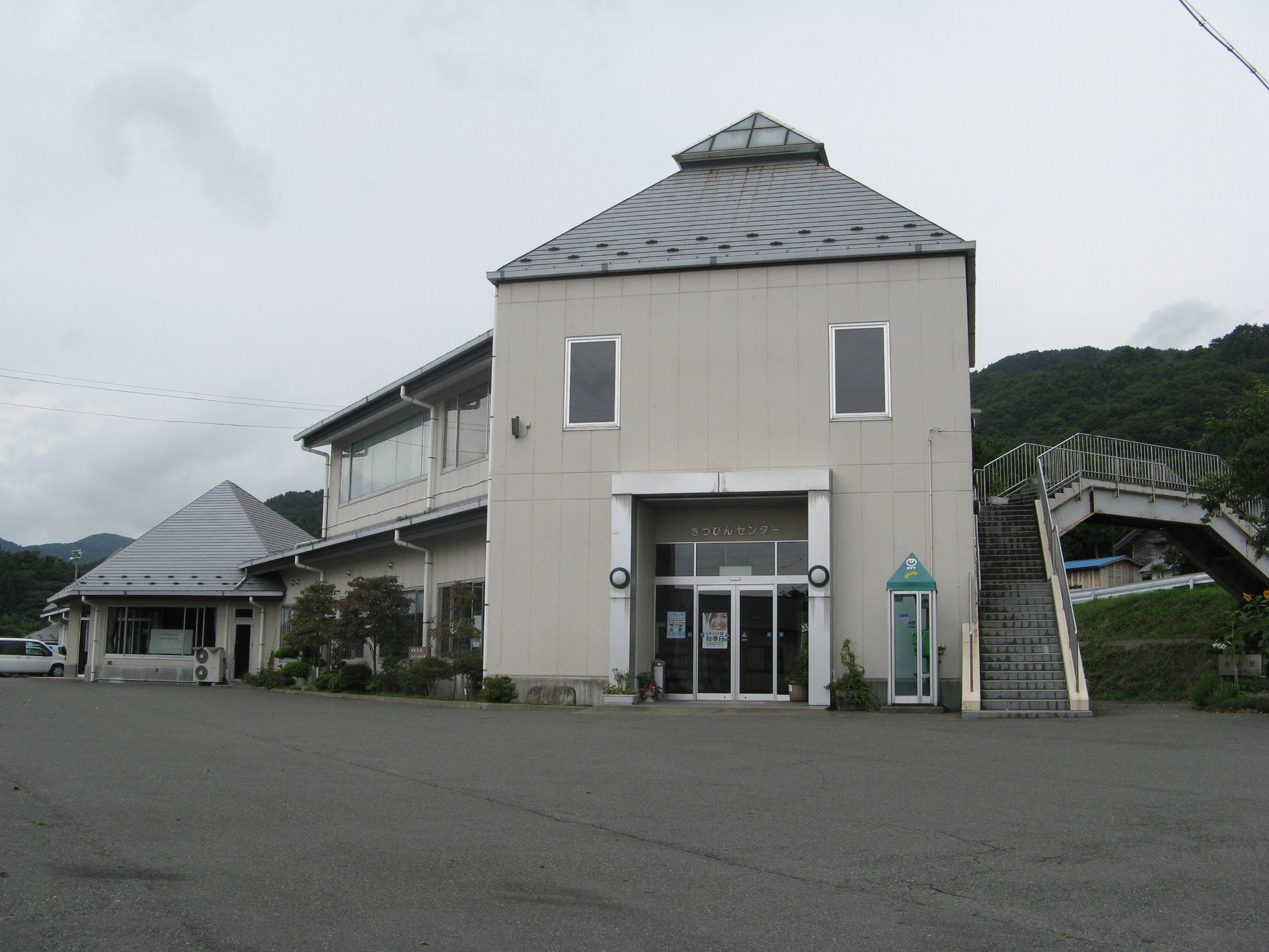
改装前の駅舎（2009年8月）

- 1973年（昭和48年）7月1日：日本国有鉄道盛線の終着駅として開業[1][3]。無人駅[4]。
- 1984年（昭和59年）4月1日：三陸鉄道に転換[1][5]。南リアス線の所属となる[5]。当駅 - 釜石駅間延伸開業により中間駅となる[5]。
- 2011年（平成23年）
  - 3月11日：東北地方太平洋沖地震およびそれに伴う津波（東日本大震災）により南リアス線全線不通。
  - 6月24日：東日本大震災発生時に当駅 - 唐丹駅間の鍬台トンネル内で停止した36-100形気動車が点検・整備のため当駅まで自力運行[6]。
- 2013年（平成25年）4月3日：盛駅 - 当駅間の営業を再開[6][7]。
- 2014年（平成26年）4月5日：当駅 - 釜石駅間の営業を再開[6][7][8]。
- 2025年（令和7年）
  - 3月2日：大船渡市山林火災に伴い、三陸 - 釜石間が運休となる。
  - 3月9日：営業再開。

## 駅構造
単式ホーム1面1線を有する地上駅である。駅舎は「きっぴんセンター」を併設しており、大船渡市出張所・集会場がある。また、切符売場の窓口と思われる場所が残っているが、現在は無人駅となっている。駅舎外壁は、東日本大震災の運休からの復旧に合わせて、ネスレ日本（キットカット）協賛で「キット、ずっとプロジェクト」にちなむ桜の花が前面の壁面いっぱいに桜の花が描かれた。同様の装飾が施されている田野畑駅とは模様が少し異なる。

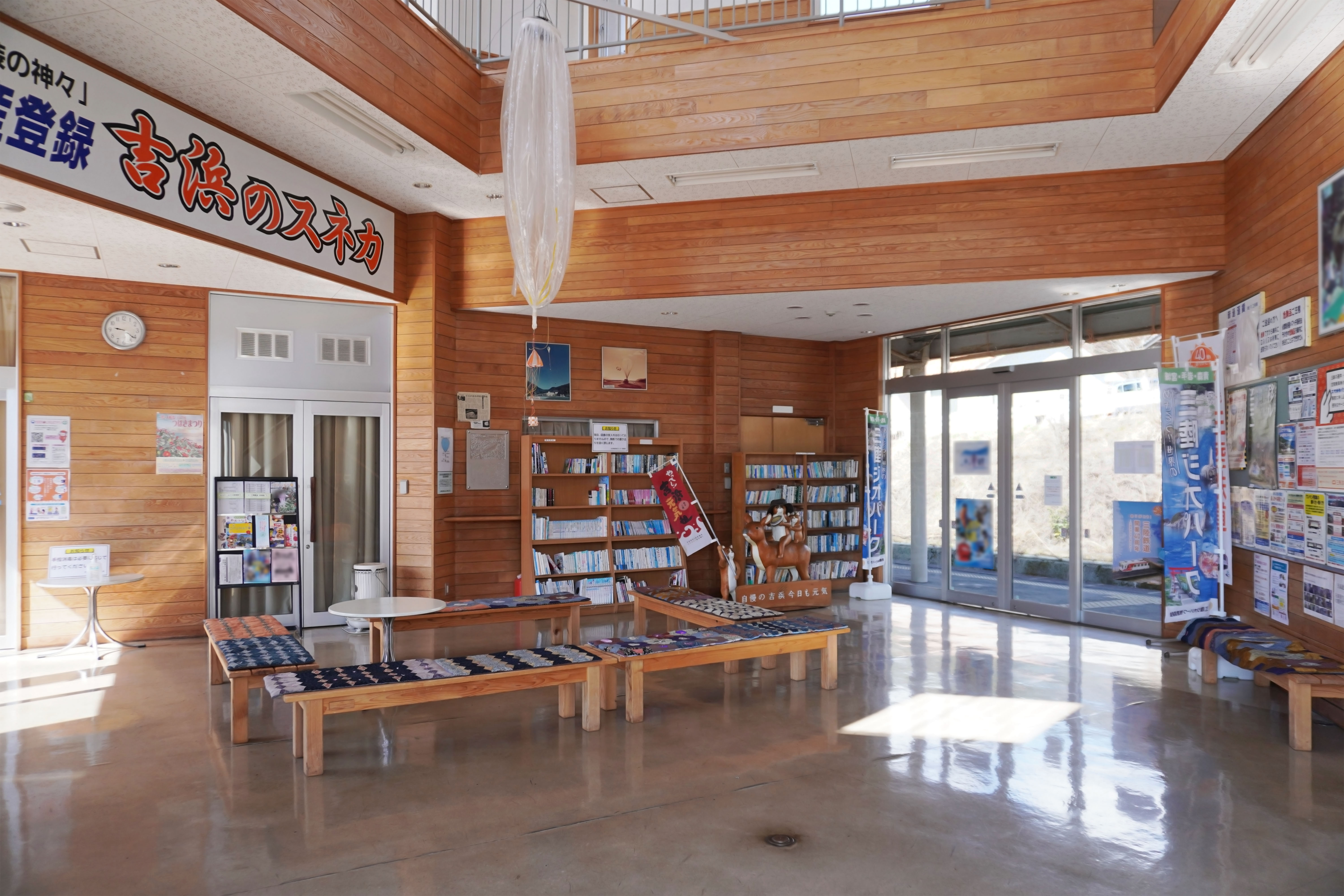
待合室（2024年3月）
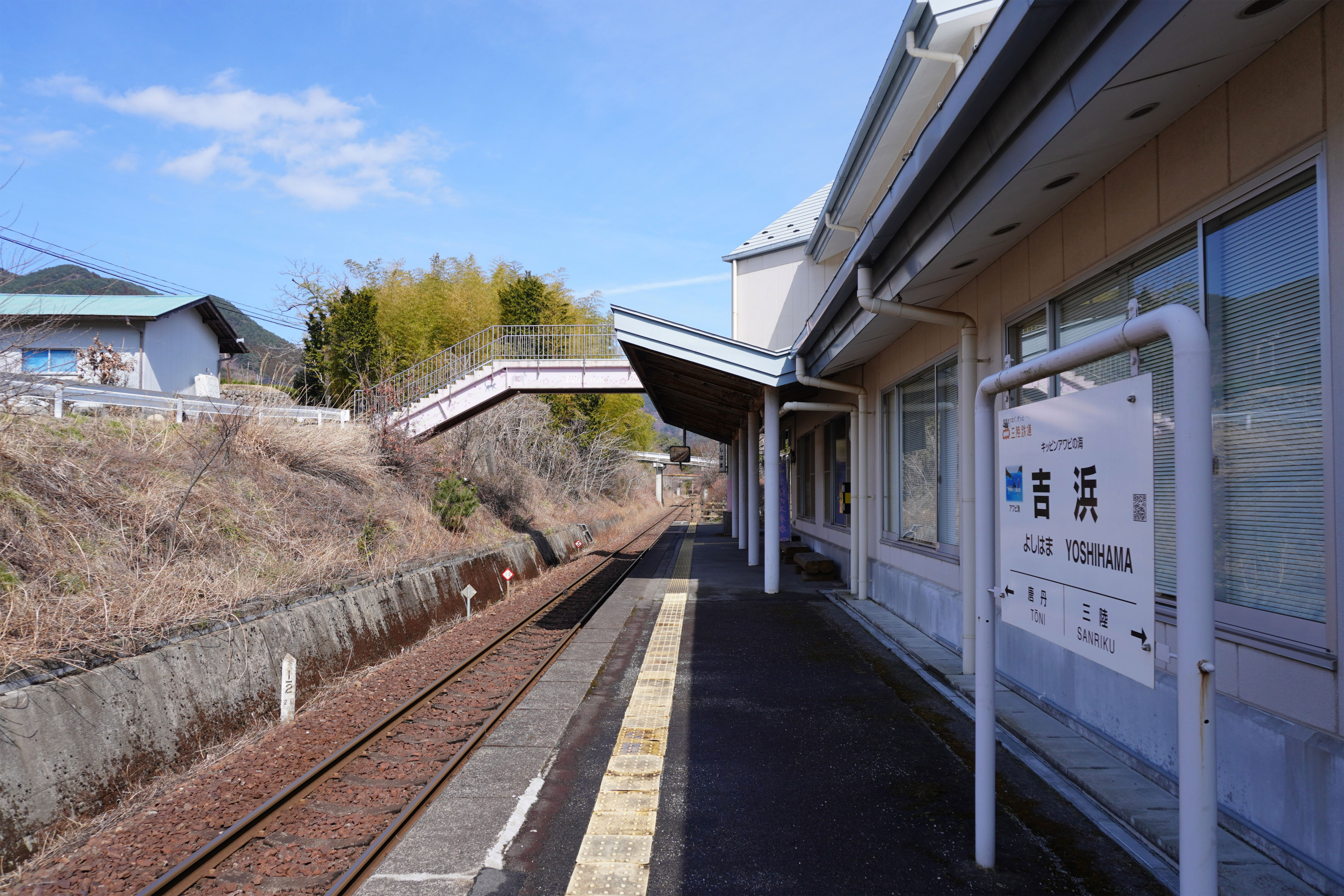
ホーム（2024年3月）

## 利用状況
「大船渡市統計書」によると、2023年度（令和5年度）の1日平均乗車人員は13人である。
2002年度（平成14年度）以降の推移は以下のとおりである。
| 乗車人員推移       | 乗車人員推移     | 乗車人員推移 |
| 年度               | 1日平均 乗車人員 | 出典         |
| ------------------ | ---------------- | ------------ |
| 2002年（平成14年） | 65               | [ 市 2 ]     |
| 2003年（平成15年） | 52               | [ 市 2 ]     |
| 2004年（平成16年） | 22               | [ 市 2 ]     |
| 2005年（平成17年） | 38               | [ 市 3 ]     |
| 2006年（平成18年） | 38               | [ 市 3 ]     |
| 2007年（平成19年） | 40               | [ 市 3 ]     |
| 2008年（平成20年） | 33               | [ 市 4 ]     |
| 2009年（平成21年） | 30               | [ 市 4 ]     |
| 2010年（平成22年） | 24               | [ 市 4 ]     |
| 2011年（平成23年） | 運休             |              |
| 2012年（平成24年） | 運休             |              |
| 2013年（平成25年） | 49               | [ 市 5 ]     |
| 2014年（平成26年） | 16               | [ 市 5 ]     |
| 2015年（平成27年） | 15               | [ 市 5 ]     |
| 2016年（平成28年） | 9                | [ 市 6 ]     |
| 2017年（平成29年） | 16               | [ 市 6 ]     |
| 2018年（平成30年） | 21               | [ 市 6 ]     |
| 2019年（令和元年） | 13               | [ 市 7 ]     |
| 2020年（令和02年） | 18               | [ 市 8 ]     |
| 2021年（令和03年） | 19               | [ 市 9 ]     |
| 2022年（令和04年） | 19               | [ 市 10 ]    |
| 2023年（令和05年） | 13               | [ 市 1 ]     |

## 駅周辺
- 大船渡市立吉浜小学校
- 大船渡市立吉浜中学校
- 吉浜こども園
- 大船渡市役所 吉浜地域振興出張所
- 県道250号吉浜上荒川線
- 国道45号
- 吉浜郵便局
- JAバンクおおふなと吉浜
- 三陸沿岸道路 吉浜インターチェンジ

## 志村けんとの関連
2013年（平成25年）3月17日に、テレビ東京の特別番組「志村けんと行く!勝手にドッキリ感動旅!」の企画が縁で、番組で訪れていた志村けん（ザ・ドリフターズ）が同年4月3日の営業再開時に当駅の非常勤駅長に就任した。当駅には駅長姿の志村の等身大パネルと、「志村箱」なる目安箱を設置、また、駅前にも志村の発案により、桜色の歩道橋が設置された（デザインは女優の川上麻衣子が手掛けている）。
2020年（令和2年）3月29日に志村が逝去した際には、当駅にも献花台が設けられた。

## 隣の駅
三陸鉄道
■リアス線
三陸駅 - 吉浜駅 - 唐丹駅

### 記事本文